# 大同 (日本)
大同（806年6月8日－810年10月20日）是日本的年號之一，指的是延曆之後、弘仁之前。此時的天皇是平安時代之平城天皇與嵯峨天皇。

## 改元
- 延曆二十五年五月十八（806年6月8日）：改元。
- 大同五年九月十九（810年10月20日）：改元弘仁。

## 出處
《禮記·禮運》：「大道之行也·天下為公·選賢與能，講信修睦·故人不獨親其親·不獨子其子·使老有所終·壯有所用·幼有所長·矜寡孤獨廢疾者·皆有所養·男有分·女有歸·貨惡其棄·於地也·不必藏於已·力惡其不出於身也·不必為已·是故謀閉而不興·盜竊亂賊而不作·故外戶而不閉·是謂大同·」

## 大事記
- 大同五年三月：嵯峨天皇設置藏人所；藏人頭由藤原冬嗣與巨勢野足擔任。

## 紀年
| 大同 | 元年  | 二年  | 三年  | 四年  | 五年  |
| ---- | ----- | ----- | ----- | ----- | ----- |
| 公元 | 806年 | 807年 | 808年 | 809年 | 810年 |
| 干支 | 丙戌  | 丁亥  | 戊子  | 己丑  | 庚寅  |